# Династия: Примирение
«Династия: Примирение» (англ. Dynasty: The Reunion) — американский мини-сериал 1991 года, представляющий собой окончание девятилетней саги «Династия», повествующей о семье нефтяного магната Блэйка Кэррингтона, проживающего в городе Дэнвер, штат Колорадо. Сериал снял Ирвинг Джей Мур, премьера состоялась 20 и 22 октября 1991 года. Сценарий был написан командой сценаристов — Эйлин и Робертом Поллок, Эдвардом Дэ Бласио и супругами Ричардом и Эстер Шапиро.

## Сюжет

### Часть 1 (Серии 1-2)
Последние три года Блэйк отбывает тюремное заключение после перестрелки в особняке Кэррингтонов. Благодаря Джеффу, Блэйк узнаёт что некая мафиозная организация Консорциум пытается убить его после обнародования скандала с коллекцией произведений искусств. Найдены доказательство того, что Хэндлер и Деннис Граймс были в сговоре с организацией. Вскоре Блэйка освобождают из тюрьмы и бывший магнат полон решимости собрать вместе членов своей семьи, которых жизнь разбросала по всему миру.
Кристл вышла из комы, о чём не знает её семья — женщина всё ещё находится в Швейцарии под присмотром доктор Джойнэта, работающего на Консорциум. Он использует особую методику гипноза — таким образом в определённый момент Кристл должна убить Блэйка. Вернувшись в Дэнвер, Кристл узнаёт, что дом Кэррингтонов выставлен на аукцион вместе со всем имуществом. Там она встречает торжествующую Алексис, чьи дела идут в гору и узнаёт, что та выжила после падения благодаря погибшему Дэксу, на которого она упала. Алексис управляет компанией «КолбиКо», а Адам встал во главу «Дэнвер-Кэррингтон».
Блэйк прибывает в Вашингтон, чтобы пожить у Стивена и его любовника Барта Фэллмонта. Отец Барта, Бак, скончался.
Фэллон рассталась с Зорелли и снова вышла замуж за Джеффа. После ареста Блэйка, они жили в Калифорнии с Эл-Би, Лорен и Кристиной. Сейчас же они вновь разводятся, а у Фэллон роман с Майлзом.
Джефф направляется в Швейцарию за Кристл и узнаёт, что женщина покинула лечебницу после того, как вышла из комы. Вскоре люди Консорциума находят Джеффа и похищают его.
Глава организации, Джереми Ван Дорн, пытается заставить Джеффа работать с ними, но безуспешно. Джереми соблазняет Алексис и у них начинается роман. С его помощью Алексис хочет заполучить ведущую дизайнерскую компанию, руководимую Аланом Маршаллом.
Сэмми Джо разорена: она потеряла свой бизнес по разведению лошадей и вернулась работать моделью — она получила место благодаря интрижке с Аланом. Это приводит в бешенство Алексис.
Вскоре Кристл находит Фэллон в Калифорнии, где встречается с Блэйком. Супруги покупают дом в Вирджинии. Однако над Кэррингтонами всё ещё витает угроза, так как гипноз доктора Джойнэта начинает действовать…

### Часть 2 (Серии 3-4)
Фэллон начинает беспокоиться за Джеффа, так как ему уже давно было пора вернуться из Швейцарии. Майлз отправляется на его поиски и встречает Адама, работающего с Консорциумом. Во время встречи с Джеффом, мужчина объясняет Адаму настоящие планы организации относительно Блэйка Кэррингтона и его семьи, а тогда Адам решает спасти Джеффа, попросив помощи у Майлза и Кирби.
После опасного приключения в логове организации, все четверо прибывают в Штаты, где происходит примирение Адама и Блэйка. Во время слушания по делу «Консорциум против Кэррингтона» Блэйк одерживает победу благодаря Барту. Кэррингтоны получают назад особняк, куда немедленно переезжает вся семья.
Между тему, всё, кажется, возвращается на круги своя, когда между Кристл и Алексис происходит очередная потасовка в офисе Алексис. Адам делает предложение Кирби, и та соглашается. Сэмми Джо бросает карьеру модели и возвращается в Дэнвер. Майлз решает расстаться с Фэллон и вернуться в Калифорнию.
Тем временем, Джереми строит план мести — он рассказывает Алексис, что является главой организации, а затем бросает в домик на территории особняка Кэррингтонов, куда медленно поступает оксид углерода, но Адам вовремя приходит на помощь матери. Мужчины семейства бросаются на поиски сбежавшего Джереми, пока остальная часть Кэррингтонов наслаждается домашним видео в гостиной.
Блэйку и его сыновьям удаётся поймать Джереми, однако они не подозревают, что полицейские, задержавшие преступника — переодетые члены Консорциума…
Тем временем, в особняке происходит долгожданное примирение Алексис и остальных членов семейств Кэррингтон и Колби.

## В ролях

### Основной состав
- Джон Форсайт — Блэйк Кэррингтон
- Линда Эванс — Кристл Кэррингтон
- Джоан Коллинз — Алексис Колби
- Джон Джеймс — Джефф Колби
- Хизер Локлир — Сэмми Джо Кэррингтон
- Эмма Сэммс — Фэллон Кэррингтон Колби
- Кэтлин Бэллер — Кирби Андерс Колби
- Эл Корли — Стивен Кэррингтон
- Майкл Брэндон — Арлин Маршалл
- Джерон Крэбб — Джереми Ван Дорн

### Второстепенные персонажи
- Максвелл Колфилд — Майлз Колби
- Робин Сакс — Адам Кэррингтон
- Камерон Уотсон — Барт Фэллмонт
- Уэнди Мэлик — Кэрол Маршалл
- Эмили Курода — Медсестра
- Брэндон Блум — Эл-Би Колби
- Британи Элис Смит — Лорен Колби
- Джастин Бурнетти — Дэнни Кэррингтон
- Джессика Плэйер — Кристина Кэррингтон

## Интересные факты
- Слоган сериала: «All The Passion. All The Romance. All The Bitching. All Together Again».
- В интервью журналу Soap Opera Digest, Майкл Нэйдер выразил сожаление, что его героя Декса Декстера не вписали в сюжет мини-сериала, а лишь упомянули о его трагической смерти в результате падения с балкона.
- Исполнительный продюсер Аарон Спеллинг сказал: «Бетховен оставил свою симфонию неоконченной. Не думаю, что мы могли поступить также и с мыльной оперой»[1].
- Большинству актёров урезали гонорары, так как по сравнению с затратами на съёмки эпизодов, у мини-сериала был куда более скромный бюджет. Основной упор был сделан на декорации и места съёмок, а не шикарные костюмы и платья[1]. Линда Эванс и Джоан Коллинз носили всего 42 платья за время съёмок мини-шоу[1].
- Джек Колман (Стивен) и Гордон Томсон (Адам) отказались от участия в продолжении из-за конфликта рабочих графиков[1][2]. В это время Томсон был связан контрактом с компанией NBC, исполняя роль Мэйсона Кэпфелла в сериале «Санта-Барбара».
- Этот мини-сериал должен был закончить все сюжетные линии оригинального шоу, однако в сериале не упомянулась судьба дочери Блэйка, Аманды; его брата Бена и сестры Доминик, а также Сэйбл и Моники Колби.
- Майкл Брэндон и Джерон Крэбб вошли в основной актёрский состав.
- Актриса Эмма Сэммс заменила Памэлу Сью Мартин в роли Фэллон ещё в 1985 году, а Джек Колман исполнял роль Стивена с 1983 года. Как бы то ни было, в этом шоу роль вновь сыграл Эл Корли, который исполнял роль 3 года. Кроме того, изменения во внешности Стивена объяснились пластической операцией после несчастного случая.
- В сериале показано здание с вывеской «Колби Энтерпрайзес» — им руководит Алексис. Однако это ошибка, так как её компания называется «КолбиКо». «Колби Энтерпрайзес», находящейся в Лос-Анджелесе, руководит Джейсон Колби.

## Релиз

### США
Две части мини-сериала выходили на канале ABC 20 и 22 октября 1991. Первую часть в США посмотрели 23 миллиона зрителей, серия стала #15 на неделе среди других шоу по просмотрам. Вторая часть собрал у экранов Америки 20,3 миллиона зрителей, став 17-м по счёту популярным шоу недели.

### Россия
В России сериал транслировался в середине 90-х телеканалом МТК (в повторах шёл на М1). Кроме того, сериал транслировался на региональном канале «ТелеОмск-АКМЭ». Для российского телевидения сериал был разбит на четыре часовые (с учётом рекламного времени) серии, а не на 2 телевизионных фильма, как в оригинальной американской версии. Роли в мини-сериале озвучивали те же актёры, что и работали над предыдущими сезонами шоу:
- Виктор Петров — Блейк Кэррингтон
- Нелли Пшенная — Кристл Кэррингтон, Сэмми Джо Кэррингтон
- Дмитрий Полонский — Адам Кэррингтон, Стивен Кэррингтон, Майлз Колби, Сесил Колби, Зак Пауэрс
- Владимир Герасимов — Декс Декстер, Джефф Колби, Бен Кэррингтон
- Людмила Гнилова — Алексис Колби, Фэллон Кэррингтон, Аманда Кэррингтон, Моника Колби

### Украина
На территории Украины сериал транслировался каналом 1+1 на украинском языке.

### DVD
Ранее сериал издавался в формате VHS в Великобритании. На данный момент DVD-релиз отсутствует. Однако выпуск первых девяти сезонов шоу почти закончился, поэтому следует ожидать выхода финальной части на DVD после выпуска предыдущих сезонов шоу. Сериал вышел на DVD в Австралии 23 октября 2019 года, издатель — «Via Vision Entertainment».